# Antony Guénault
Anthony Michael Guénault (Tony Guénault), né à Sheffield en 1937 et mort dans cette même ville le 30 octobre 2019 est un physicien anglais connu pour ses travaux en physique du solide et des basses températures.

## Biographie
À la fin de ses études à Cambridge Antony Guénault travaille à Ottawa pour le Conseil national de recherches du Canada.
Après ces cinq années au Canada, il occupe un poste de lecteur à l'université de Sheffield, puis de professeur jusqu'à sa retraite en 1998. Il continue cependant ses travaux sur la matière condensée et les fluides quantiques qui lui ont value une renommée internationale.
Durant toute sa vie à Sheffield il est engagé dans le domaine social pour l'aide aux démunis.

## Ouvrages
- Tony Guénault, Statistical Physics, Springer, 2007 (ISBN 9781402059742)
- Tony Guénault, Basis Superfluids, CRC Press, 2002 (ISBN 0748408924)

## Distinctions
- Prix commémoratif Simon en 1998.